# Maiacika, Novotroiițke
Maiacika (în ucraineană Маячка) este un sat în comuna Novomîhailivka din raionul Novotroiițke, regiunea Herson, Ucraina.

## Demografie
Componența lingvistică a localității Maiacika
     Ucraineană (98,46%)
     Rusă (1,54%)
Conform recensământului din 2001, majoritatea populației localității Maiacika era vorbitoare de ucraineană (98,46%), existând în minoritate și vorbitori de rusă (1,54%).